# Antidythemis
Antidythemis es un género de insectos de la familia Libellulidae. Incluye dos especies:
- Antidythemis nigra Buchholz, 1952
- Antidythemis trameiformis Kirby, 1889